# Melinka
Melinka – miasto w Chile, w regionie Aysén del General Carlos Ibáñez del Campo, w prowincji Aysén, nad Oceanem Spokojnym.